# Padina pavonica
La pavonia o coda di pavone (Padina pavonica (L.) Thivy 1960) è un'alga bruna della famiglia delle Dictyotaceae.

## Descrizione

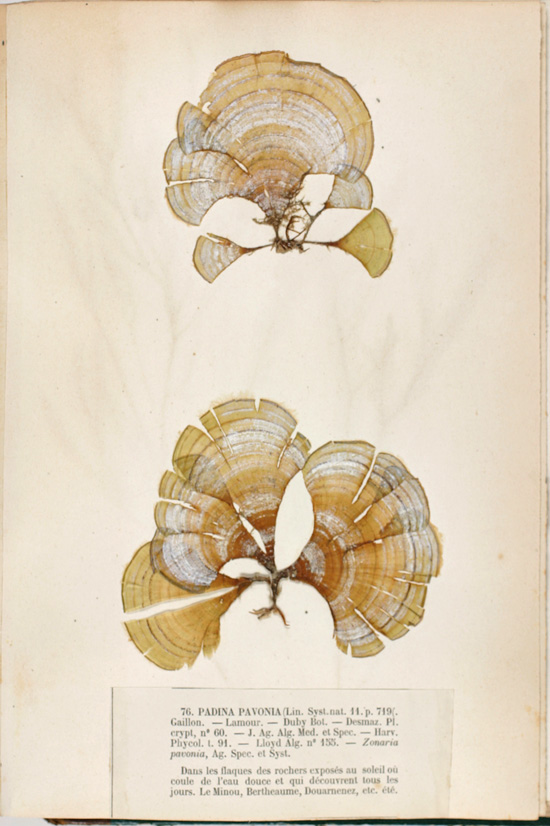

Il nome coda di pavone deriva dalla forma caratteristica del tallo dell'alga, che si apre a ventaglio a partire da un peduncolo ancorato al substrato tramite rizoidi. La consistenza è coriacea. Il colore è bruno chiaro, tendente al bianco, con bande più o meno scure per via della presenza di carbonato di calcio (aragonite) che si fissa sulla superficie dell'alga. Fino ad anche 20 centimetri di diametro.

## Riproduzione
Cresce dalla fine del periodo invernale fino a primavera avanzata; la riproduzione avviene in estate.

## Distribuzione e habitat
La Padina pavonica è comune nel Mar Mediterraneo, Mar Nero e nell'Oceano Atlantico orientale dalle coste del Marocco fino al Canale della Manica, e nell'Atlantico nord-occidentale.
Vive spesso in raggruppamenti numerosi, da pochi centimetri fino a circa 20 m di profondità, su fondali duri ben illuminati. Sopporta bene variazioni anche ampie della temperatura.

## Usi cosmetici
Dalla P. pavonica viene estratto un principio attivo chiamato Padina Pavonica HPS3, utilizzato in cosmetica per idratare la pelle. L'HPS3 va a stimolare nelle cellule la produzione di glucosaminoglucani che hanno la capacità di trattenere l'acqua e quindi di combattere l'invecchiamento cutaneo.